# Jegorjevszkojei járás
A Jegorjevszkojei járás (oroszul Егорьевский район) Oroszország egyik járása az Altaji határterületen. Székhelye Novojegorjevszkoje.

A Jegorjevszkojei járás az Altaji határterületen

## Népesség
- 1989-ben 15 919 lakosa volt.
- 2002-ben 16 024 lakos avolt, melyből 15 013 orosz, 395 német, 191 kazah, 138 ukrán, 49 örmény, 45 tatár, 31 fehérorosz, 21 azeri stb.
- 2010-ben pedig 14 170 lakosa volt.